# Bodó Györgyi
Bodó Györgyi (1935. február 25. –) magyar színésznő.

## Életpályája
Két évet végzett a Színházművészeti Főiskolán. 

„A legerősebb diktatúra éveiben jártam a Színművészeti Főiskolára, ahol egy – később elhíresült – pamfletben vállaltam szereplést. A szakmai közönség nagy tetszéssel honorálta az előadást. Utána számonkérés következett: „hogy vehettem részt ilyen szennyben?” „De hisz tetszett”, csodálkoztam. Lassan megfagyott körülöttem a levegő, már egy könnyed mozdulatot se tudtam tenni. Végezetül a kapun kívül rekedtem.”

 
Színészi pályáját 1955-től a Békés Megyei Jókai Színházban kezdte.1956-tól a kecskeméti Katona József Színház szerződtette. 1962-től a Honvéd Művészegyüttes tagja volt. 1978-tól szabadfoglakozású művésznőként önálló estjeivel járta az országot.

„Felfedeztem magamnak egy csodálatos költőt: Szécsi Margitot. Összeállítottam egy estet A kötéltáncos vallomása címmel, két hangra, színpadi megvalósításban, díszletben, jelmezben. A másik hangra Déry Mária kolléganőmet kértem fel. Miután két előadás után külföldre távozott, újrakezdtem az egészet Fehér Ildikóval. Ezután megvalósítottunk ugyanebben a stílusban egy Nagy László-estet: Inkarnáció ezüstben. Majd Kormos István A Pincérfrakk utcai cicák című meséjét alkalmaztuk színpadra. Nagyon jól tudtunk együtt dolgozni, mint háló nélkül az artisták. Végül a körülmények miatt egyedül vállaltam megszólalást, Kondor Béla írásaiból, címe: Darázskirály. Írásai olyan csodálatosak, mint képzőművészeti megszólalásai”

 1985-től kilenc évig, a színház megszűnéséig, az Arany János Színház társulatához tartozott.

## Fontosabb színházi szerepei
- Anton Pavlovics Csehov: Három nővér.... Natasa
- Federico García Lorca: Bernarda Alba háza.... Amélia
- Federico García Lorca: A csodálatos vargáné.... Piros, szomszédasszony
- Georges Feydeau: Osztrigás Mici.... Clémentine, a tábornok unokahuga
- Dario Niccodemi: Tacskó.... Franca
- Katona József: Bánk bán.... Izidóra
- Csiky Gergely: A nagymama.... Piroska
- Jókai Mór: A kőszívű ember fiai.... Lánghy Aranka; Baradlayné
- Sarkadi Imre: Szeptember.... Mari
- Barta Lajos: Zsuzsi.... Szülike
- Bródy Sándor: A tanítónő.... Kántorkisasszony
- Darvas József: Hajnali tűz.... Bónis Lajosné
- Kodolányi János: Földindulás.... Fekete Zsuzsi
- Darvas Szilárd: Zöld láng.... Panna
- Mesterházi Lajos: A tizenegyedik parancsolat.... Karola
- Eisemann Mihály: Fekete Péter.... Claire
- Eisemann Mihály: Bástyasétány 77.... Bözsi
- Zerkovitz Béla: Csókos asszony.... Rica-Maca
- Schönthan testvérek: A szabin nők elrablása.... Róza
- Kálmán Imre: Marica grófnő.... Lenke
- Leo Lenz: Az alkalmi férj.... Helga
- L. Frank Baum: Óz a nagy varázsló.... Gonosz boszorkány

## Önálló estjei
- A kötéltáncos vallomása (Szécsi Margit-est)
- Inkarnáció ezüstben (Nagy László-est)
- Pincérfrakk utcai cicák (Kormos István-est)
- Darázskirály (Kondor Béla írásaiból)

## Filmek, tv
- Kasparek
- Pincérfrakk utcai cicák